# Гешо Гешев
Гешо Гешев е български географ.

## Биография
Роден е на 12 февруари 1940 г. в град Лозница. Израства в семейството на Тодор и Ирина Мишеви, и двамата родом от Лозница, и по-големия си брат Петър. Напуска родното си селище през 1958 г. и през 1965 г. завършва специалност География в Геолого-географския факултет на Софийския университет „Св. Климент Охридски“. В периода 1965 – 1970 г. работи като проектант в Районната проектантска организация в София, а в годините 1970 – 1975 като главен специалист в Министерство на труда и социалните грижи. В тези институции работи по проблемите на населението и селищата и на териториално-устройственото планиране.
През 1975 г., след спечелен конкурс, постъпва в Географския институт при БАН като научен сътрудник ІІ ст. През 1985 г., след успешна защита на дисертационен труд на тема „Икономгеографски проблеми на урбанизацията в България“, му е присъдена научна степен „кандидат на географските науки“ (ОНС „доктор“). Хабилитира се за старши научен сътрудник ІІ ст. през 1988 г., а през 1999 г. е избран за старши научен сътрудник І ст. (професор). Като специалист с ценен опит е привлечен на работа от 1991 до 1995 г. като заместник-директор на новосъздадения Институт по демография при БАН. През 1995 г. екипът на Географския институт го избира за директор на Института. На проведения конкурс през април 1999 г. и след успешен първи мандат, Гешо Гешев е избран отново за директор.
Умира през юли 1999 г.

## Научноизследователска дейност
В научноизследователската си дейност работи в областта на демографията, трансграничното сътрудничество, регионалното планиране, териториалното и селищното устройство, геоурбанистиката, градската екология. Натрупаните познания и опит от съвместната работа в международните проекти проф. Гешев адаптира и прилага за българските условия. Избран е от съответните институции на Германия и Австрия за единствен национален представител по проекта „Vision Planet“ от Програма INTERREG IIС. Негови разработки служат за обосновка на законодателни предложения в областта на регионалното развитие и териториалното устройство в България, както и за разработване на програми за алтернативна заетост. Признание за значимостта и новаторството в неговата работа е също това, че в началото на 1998 г. негови материали и доклади се използват от Федералния изследователски център за регионални изследвания и регионално планиране в Бон за разработване на предложения за пространствената политика в Централна Европа и Дунавския регион. Преподава в ЮЗУ „Неофит Рилски“ и ВТУ „Св. св. Кирил и Методий“. Дълги години е председател на Националния комитет по география при Международния географски съюз.